# Villa San Secondo
Villa San Secondo är en ort och kommun i provinsen Asti i regionen Piemonte i Italien. Kommunen hade 381 invånare (2018).